# Akarca (Kozan)
Akarca ist ein Ortsteil (Mahalle) im Landkreis Kozan der türkischen Provinz Adana mit 114 Einwohnern (Stand: Ende 2024). Im Jahr 2011 hatte der Ort 63 Einwohner.